# Claud Buchanan Ticehurst
Claud Buchanan Ticehurst (* 8. Januar 1881 in St Leonards-on-Sea; † 17. Februar 1941 in Appledore, Kent) war ein britischer Ornithologe und Arzt.

## Leben und Wirken
Sein Vater Augustus Rowland Ticehurst Hastings (1845–1916) war ein angesehener Arzt, seine Mutter hieß Amy Sophia geb. Venables (1851–1939). Er war das vierte Kind aus der Ehe aus der außerdem die Geschwister Norman Frederick (1873–1969), Mabel (1875–1956), Gerald Augustus (1878–1943), Rose (1882–1928) und Christina (1887–1962) hervorgingen. Am 18. Januar 1923 heiratete er Mary Priscilla geb. Starbuck (1886–1970).
Nachdem er von 1892 bis 1900 die Tonbridge School in Tonbridge besucht hatte, wechselte er auf das St John’s College in Cambridge. Hier erhielt er 1902 eine Ausbildung in Naturwissenschaften. In der Tradition seiner Familie wurde er Hausarzt und Assistenzarzt für Geburtshilfe am Guy’s Hospital. Danach folgte eine Partnerschaft in einer Allgemeinpraxis in Lowestoft. Hier arbeitete er zusätzlich als Chirurg am North Suffolk Hospital. Während des Ersten Weltkriegs bekam er 5. Juni 1917 einen temporären Auftrag als Leutnant des Royal Army Medical Corps und wurde am 5. Juni 1918 zum Hauptmann auf Zeit befördert. Vom 23. September 1917 bis zum 14. Januar 1920 diente er in Indien. Die meiste Zeit arbeitete er dort als Chirurg am britischen Stationskrankenhaus in Karatschi. Nach einem kurzen Aufenthalt in Ägypten wurde er am 26. März 1920 demobilisiert und kehrte in seine Praxis in Lowestoft zurück. Etwa in dieser Zeit wurde seine Taubheit immer stärker und so verließ er die gemeinsame Praxis, um eine Praxis auf dem Land zu suchen. Diese fand er in Appledore, wo er bis zu seinem Tod lebte.
Auf Basis dieses Hintergrunds erarbeitete Ticehurst sich einen ausgezeichneten Ruf als Ornithologe. Schon als Schuljunge interessierte er sich für Naturgeschichte und Sport. In seinem älteren Bruder hatte er einen guten Lehrer und in Michael John Nicoll (1880–1925) fand er in St Leonards-on-Sea einen gleich gesinnten Gefährten. Die beiden Jungen durchstreiften gemeinsam das Land und lernten viel über die Vögel der Sümpfe, der Wälder und der Hügel. In diesen Jahren reiste die Familie Ticehurst jährlich nach Norwegen um zu jagen und zu fischen. Diese Aufenthalte erweiterte sein Verständnis für die Vogelwelt Großbritanniens. So schaute er von Beginn über den Tellerrand und veröffentlicht 1902 gemeinsam mit deinem Bruder seine erste Publikation über die Vögel der Ost-Finnmark.
In Cambridge prägte ihn Alfred Newton, den er lebenslang verehrte und dem er sein erstes Buch widmete. Durch Newton lernte er die Leidenschaft für Genauigkeit und wissenschaftlicher Wahrheit kennen. So hatte er oft Geduld und ließ Manuskripte unveröffentlicht, bis er die für ihn erforderlichen Beweise gesammelt hatte. 1903 wurde er in die British Ornithologists’ Union gewählt. 1905 folgte eine kurze Notiz zum Einsiedelwasserläufer (Tringa solitaria Wilson, A 1813) in Sussex. Ab diesem Zeitpunkt publierte er regelmäßig in immer größerer Breite. In den Jahren 1906 und 1908 besuchte er mit J. Lewis Bonhote Texel um den Herbstzug der Vögel zu studieren. 1913 war er mit William Eagle Clarke (1853–1938) aus dem gleichen Grund auf Auskerry. Diese Erfahrungen förderte sein Interesse an der Erforschung des Vogelzugs.
Sobald sich Ticehurst in Lowestoft niedergelassen hatte, studierte er intensiv die Avifauna der Grafschaft Suffolk. Hier lernte er Hugh Whistler kennen, der sehr gerne Grove House und sein Museum besuchte. Trotz seiner Arbeit in der Praxis fand der junge Arzt Ticehurst in den frühen Morgenstunden Zeit Zugvögel auf den Sanddünen oder auf der Flucht in die Sümpfe zu beobachten. Viele Raritäten wurden dabei von ihm entdeckt. In der Nacht widmete er sich oft bis in die Morgenstunden der Studie von Vogelbälgen und Fachliteratur. Seinen verwilderten Garten nutzte er, um das Verhalten lebender Vögel zu studieren. Im Laufe der Lebenszeit wuchs seine Vogelsammlung beträchtlich. Diese wurde nach seinem Tod dem Natural History Museum vermacht. Zunächst beschäftigte sich Ticehurst hauptsächlich mit britischen Vögeln. Aus seiner Feder stammten einige Aufzeichnungen britischer Seltenheiten, doch war sein Themenbereich breiter gefächert. So publizierte er 1908 über Diphtherie bei Ringeltauben, Vogelberingung, die Brut der Bekassine in der Grafschaft Kent oder 1910 über den Sexualdimorphismus des Fichtenkreuzschnabels, sowie ein Fortbestehen des rechten Eierstocks und Eileiters beim Sperber außerhalb der Brutzeit. Dies sind nur einige Beispiele seiner früheren Aufzeichnungen, die seine Vielseitigkeit für die späteren Arbeiten mitprägten. Auch in seinen Publikationen über die britische Vogelwelt behielt er immer die paläarktische Avifauna im Hinterkopf.
Mit dem Ausbruch des Krieges verschob sich sein Interesse nach zwei Jahren Aufenthalt in Indien endgültig von der britischen zur paläarktischen und asiatischen Ornithologie. Nichtsdestotrotz sammelte er nach seiner Rückkehr nach Lowestoft weiter Material für sein Buch A History of the Birds of Suffolk, dass er bereits vor dem Krieg begonnen hatte. Dieses schloss er im Dezember 1930 ab, doch bedingt durch die Weltwirtschaftskrise erschien es gekürzt erst im Jahr 1932.
1931 übernahm Ticehorst die Herausgabe der Fachzeitschrift The Ibis. Wie sehr er sich für die Zeitschrift einsetzte, geht aus einer Notiz der ersten unter seiner Ägide publizierten Nummer hervor. Sein Ziel für die Zeitschrift war es nicht nur den Standard zu halten, sondern diesen sogar noch zu verbessern.
In den Nachkriegsjahren war Ticehurst sehr beschäftigt. Seine Beobachtungen aus Indien wurden in mehrteiligen Artikel in The Ibis unter dem Titel The Birds of Sind publiziert. Zusätzlich edierte er ähnliche Artikel über Mesopotamien, die Arabische Halbinsel und die Inseln des Persischen Golfs. Whistler lenkte seine Aufmerksamkeit auf die Vogelwelt Myanmars. Mit der Hilfe von John Keith Stanford (1892–1971), Peter Fawcett Garthwaite (1909–2001) und Herbert Cecil Smith (1893–1981) trug er eine beachtliche Sammlung burmesischer Vögel zusammen. Mit Hilfe der Sammlung hoffte er die Avifauna Myanmars neu schreiben zu können. Mit A systematic review of the Genus Phylloscopus publizierte er eine Monografie über die Laubsänger. Mit seinem Freund Whistler unternahm er 1924 eine Forschungsreise nach Nordspanien, 1926 in die östlichen Pyrenäen, 1927 nach Nordwestspanien, 1929 nach Jugoslawien, 1930 nach Ostspanien und die Pityusen, 1931 nach Albanien, 1932 und 1934 nach Portugal sowie 1937 nach Algerien. Im Hintergrund unterstützte er Whistler bei seinem Popular Handbook of Indian Birds. Trotz seiner Auslastung publizierte er weiters kurze Notizen wie 1940 über eine erfrorene Teichralle oder einen Falken.

## Erstbeschreibungen von Claud Buchanan Ticehurst
Ticehurst hat einige Arten und Unterarten, die neu für die Wissenschaft waren, beschrieben. Dabei arbeitete er auch mit Whistler und Robert Ernest Cheesman zusammen.

### Arten
Zu den Arten gehören chronologisch u. a.:
- Whistlerlaubsänger (Phylloscopus whistleri (Ticehurst, 1925))
- Iberienzilpzalp (Phylloscopus ibericus Ticehurst, 1937)

### Unterarten
Zu den Unterarten gehören chronologisch u. a.:
- Fahluferschwalbe (Riparia diluta indica Ticehurst, 1916)
- Weißohrbülbül (Pycnonotus leucotis mesopotamia Ticehurst, 1918)
- Dschungeldrosselhäherling (Argya striata sindiana (Ticehurst, 1920))
- Gelbbauchprinie (Prinia flaviventris sindiana Ticehurst, 1920)
- Gelbbürzel-Laubsänger (Phylloscopus chloronotus simlaensis Ticehurst, 1920)
- Indienvanga (Tephrodornis pondicerianus pallidus Ticehurst, 1920)
- Goldschwanz (Tarsiger chrysaeus whistleri Ticehurst, 1922)
- Indien-Zwergohreule (Otus bakkamoena deserticolor Ticehurst, 1922)
- Indien-Zwergohreule (Otus bakkamoena gangeticus Ticehurst, 1922)
- Indien-Zwergohreule (Otus bakkamoena marathae Ticehurst, 1922)
- Wanderbaumelster (Dendrocitta vagabunda saturatior Ticehurst, 1922)
- Goldbinden-Laubsänger (Phylloscopus pulcher kangrae Ticehurst, 1923)
- Himalajaseidensänger (Cettia brunnifrons whistleri Ticehurst, 1923)
- Orient-Zwergohreule (Otus sunia leggei Ticehurst, 1923)
- Zwergtaucher (Tachybaptus ruficollis iraquensis Ticehurst, 1923)
- Gelbnackenyuhina (Yuhina flavicollis albicollis (Ticehurst, & Whistler, 1924))
- Haussperling (Passer domesticus hufufae Ticehurst & Cheesman, 1924)
- Steinlerche (Ammomanes deserti azizi Ticehurst & Cheesman, 1924)
- Streifenbülbülhäherling (Grammatoptila striata sikkimensis Ticehurst, 1924)
- Streifenprinie (Prinia gracilis hufufae Ticehurst & Cheesman, 1924)
- Weißbrauen-Grasmücke (Fulvetta vinipectus kangrae Ticehurst & Whistler, 1924)
- Graubrust-Baumelster (Dendrocitta formosae occidentalis Ticehurst, 1925)
- Schwarzkehl-Schwanzmeise (Aegithalos concinnus rubricapillus (Ticehurst, 1925))
- Graukehl-Laubsänger (Phylloscopus maculipennis virens Ticehurst, 1926)
- Rotbauch-Blauschnäpper (Niltava sundara whistleri Ticehurst, 1926)
- Gangesbrillenvogel (Zosterops palpebrosus nilgiriensis Ticehurst, 1927)
- Gangesbrillenvogel (Zosterops palpebrosus occidentis Ticehurst, 1927)
- Nepalzweigdrossling (Alcippe nipalensis stanfordi Ticehurst, 1930)
- Bayaweber (Ploceus philippinus burmanicus Ticehurst, 1932)
- Braunhaubenbülbül (Alophoixus pallidus robinsoni (Ticehurst, 1932))
- Rostbrust-Erddrossling (Pellorneum tickelli grisescens (Ticehurst, 1932))
- Rotstirn-Buschtimalie (Stachyridopsis rufifrons pallescens Ticehurst, 1932)
- Klappergrasmücke (Sylvia curruca blythi Ticehurst & Whistler, 1933)
- Streifenkopf-Laubsänger (Phylloscopus reguloides kashmiriensis Ticehurst, 1933)
- Davidlaubsänger (Phylloscopus armandii perplexus Ticehurst, 1934)
- Fitis (Phylloscopus trochilus yakutensis Ticehurst, 1935)
- Rotbrustsäbler (Pomatorhinus ferruginosus stanfordi Ticehurst, 1935)
- Grünschwanz-Nektarvogel (Aethopyga nipalensis karenensis Ticehurst, 1939)
- Langschwanzstelze (Motacilla clara torrentium Ticehurst, 1940)

### Synonyme
Einige der Namen, die er neu eingeführt hatte, gelten heute als Synonyme. Hierzu gehören chronologisch u. a.:
- Ianthocincla lineatum ziaratensis Ticehurst, 1920 => Borstenhäherling (Trochalopteron lineatum bilkevitchi Zarudny, 1910)
- Mirafra erythroptera sindianus Ticehurst, 1920 => Rotflügellerche (Mirafra erythroptera Blyth, 1845)
- Pyctorhis sinensis saturatior Ticehurst, 1922 => Goldaugen-Grasmücke (Chrysomma sinense (Gmelin, JF, 1789))
- Culicicapa ceylonensis pallidior Ticehurst, 1927 = Graukopfschnäpper (Culicicapa ceylonensis calochrysea Oberholser, 1923)
- Falco tinnunculus japonensis Ticehurst, 1929 => Turmfalke (Falco tinnunculus Linnaeus, 1758)
- Vivia innominata simlaensis Ticehurst, 1933 => Tüpfelzwergspecht (Picumnus innominatus Burton, E, 1836)
- Alca torda britannicaTicehurst, 1936 => Tordalk (Alca torda islandica Brehm, CL, 1831)
- Phylloscopus tibetanus Ticehurst, 1937 => Rußlaubsänger (Phylloscopus fuligiventer (Hodgson, 1845))
- Pteruthius erythropterus yunnanensis Ticehurst, 1937 => Rostflügel-Würgervireo (Pteruthius aeralatus ricketti Ogilvie-Grant, 1904)
- Emberiza cia callensis Ticehurst & Whistler, 1938 =>Zippammer (Emberiza cia Linnaeus, 1766)
- Locustella davidi shanensis Ticehurst, 1941 => Davidschwirl (Locustella davidi suschkini (Stegmann, 1929))

## Dedikationsnamen
Zu seinen Ehren wurde die Strichelmeisentimalie-Unterart (Mixornis gularis ticehursti Stresemann, 1940), die Streifenkopf-Laubsänger-Unterart (Phylloscopus reguloides ticehursti Delacour & Greenway, 1939) und die Malaienkauz-Unterart (Strix leptogrammica ticehursti Delacour, 1930) benannt.
Bei  Alauda arvensis ticehursti Whistler, 1928 handelt es sich um ein Synonym der Feldlerchen-Unterart (Alauda arvensis guillelmi Witherby, 1921), bei Bradypterus luteoventris ticehursti Deignan, 1943 um ein Synonym für den Hodgsonschwirl (Locustella luteoventris (Hodgson, 1845)), bei Rhyticeros undulatus ticehursti Deignan, 1943 um ein Synonym für den Furchenhornvogel (Rhyticeros undulatus (Shaw, 1811)), bei Sylvia ticehursti Meinertzhagen, R 1939 um ein Synonym für die Atlasgrasmücken-Unterart (Curruca deserticola maroccana (Hartert, EJO, 1917)), bei Turdus merula ticehursti Clancey, 1938 um ein Synonym für die Amsel (Turdus merula Linnaeus, 1758) und bei Emberiza elegans ticehursti Sushkin, 1926 ein Synonym für die Gelbkehlammer (Emberiza elegans Temminck, 1836).

## Publikationen (Auswahl)
- mit Norman Frederick Ticehurst: An account of the birds met with during a short stay in East Finnmark. In: The Zoologist: a monthly journal of natural history (= Fourth Series). Band 6, 1902, S. 261–277 (biodiversitylibrary.org).
- Dr C. B. Ticehurst exhibited a specimen of the Solitary Sandpiper (Totanus solitarius). In: Bulletin of the British Ornithologists' Club. Band 15, Nr. 109, 1905, S. 12 (biodiversitylibrary.org).
- The Wood-Pigeon Diphtheria. In: British Birds. Band 1, Nr. 8, 1908, S. 243–245 (biodiversitylibrary.org).
- The Wood-Pigeon Diphtheria. In: British Birds. Band 1, Nr. 9, 1908, S. 288 (biodiversitylibrary.org).
- Marking birds. In: British Birds. Band 1, Nr. 9, 1908, S. 298 (biodiversitylibrary.org).
- Nesting of Common Snipe in Kent. In: British Birds. Band 2, Nr. 6, 1908, S. 205 (biodiversitylibrary.org).
- Dimorphism in the Crossbill. In: British Birds. Band 3, Nr. 8, 1910, S. 261–262 (biodiversitylibrary.org).
- The persistence of the right ovary and its duct in the Sparrow-Hawk. In: British Birds. Band 4, Nr. 6, 1910, S. 188–189 (biodiversitylibrary.org).
- in Hugh Whistler: Notes on the birs of the Jhelum district of the Punjab, wit notes on the collection by C. B. Ticehurst. In: The Ibis (= 10). Band 4, Nr. 1, 1916, S. 35–118 (biodiversitylibrary.org).
- The Mesopotamian Bulbul. In: The Journal of the Bombay Natural History Society. Band 26, 1918, S. 279–280 (biodiversitylibrary.org).
- Dr C. B. Ticehurst communicated the following description of two new races of Indian birds. In: Bulletin of the British Ornithologists' Club. Band 40, Nr. 252, 1920, S. 156–157 (biodiversitylibrary.org).
- Dr C. B. Ticehurst also described the following new subspecies  of Indian birds. In: Bulletin of the British Ornithologists' Club. Band 41, Nr. 255, 1920, S. 55–56 (biodiversitylibrary.org).
- Obituary. John Lewis James Bonhote. In: British Birds. Band 16, Nr. 8, 1922, S. 224–225 (biodiversitylibrary.org).
- Dr. C. B. Ticehurst communicated the description of the following Indian birds. In: Bulletin of the British Ornithologists' Club. Band 42, Nr. 264, 1922, S. 56–57 (biodiversitylibrary.org).
- Dr. C. B. Ticehurst also described the following new races of Indian birds. In: Bulletin of the British Ornithologists’ Club. Band 42, Nr. 282, 1922, S. 121–123 (biodiversitylibrary.org).
- The Birds of Sind. (Part I.). In: The Ibis. Band 64, Nr. 3, 1922, S. 526–572 (biodiversitylibrary.org).
- The Birds of Sind. (Part II.). In: The Ibis. Band 64, Nr. 4, 1922, S. 526–572 (biodiversitylibrary.org).
- The Birds of Sind. (Part III.). In: The Ibis. Band 65, Nr. 1, 1923, S. 1–43, doi:10.1111/j.1474-919X.1923.tb08092.x.
- The Birds of Sind. (Part IV.). In: The Ibis. Band 65, Nr. 2, 1923, S. 235–275, doi:10.1111/j.1474-919X.1923.tb08218.x.
- The Birds of Sind. (Part V.). In: The Ibis. Band 65, Nr. 3, 1923, S. 428–474, doi:10.1111/j.1474-919X.1923.tb08108.x.
- The Birds of Sind. (Part VI.). In: The Ibis. Band 65, Nr. 4, 1923, S. 645–666, doi:10.1111/j.1474-919X.1923.tb08229.x.
- Dr. C. B. Ticehurst forwared the following descriptions of new races of Iraq and Indian birds. In: Bulletin of the British Ornithologists’ Club. Band 44, Nr. 282, 1923, S. 28–29 (biodiversitylibrary.org).
- mit Robert Ernest Cheesman: Dr. C. B. Ticehurst and Major R. E. Cheesman forwarded the following descriptions of new races from Central Arabia. In: Bulletin of the British Ornithologists' Club. Band 45, Nr. 290, 1924, S. 19–20 (biodiversitylibrary.org).
- mit Hugh Whistler: Dr. C. B. Ticehurst and Mr. H. Whistler communicates the following two new races of birds from the N. W. Himalayas. In: Bulletin of the British Ornithologists' Club. Band 44, Nr. 284, 1924, S. 71–72 (biodiversitylibrary.org).
- Dr C. B. Ticehurst also forwarded the following description. In: Bulletin of the British Ornithologists' Club. Band 44, Nr. 289, 1924, S. 104 (biodiversitylibrary.org).
- mit Robert Ernest Cheesman: Dr. C. B. Ticehurst and Major R. E. Cheesman forwarded the following descriptions of new races from Central Arabia. In: Bulletin of the British Ornithologists' Club. Band 45, Nr. 290, 1924, S. 19–20 (biodiversitylibrary.org).
- The Birds of Sind. (Part VII.). In: The Ibis. Band 66, Nr. 4, 1924, S. 110–146, doi:10.1111/j.1474-919X.1924.tb08119.x.
- mit Hugh Whistler: On the Type-locality of certain Birds described by Vigors. In: The Ibis. Band 66, Nr. 3, 1924, S. 468–473, doi:10.1111/j.1474-919X.1924.tb05337.x.
- The Birds of Sind. (Part VIII.). In: The Ibis. Band 66, Nr. 3, 1924, S. 495–518, doi:10.1111/j.1474-919X.1924.tb05341.x.
- mit Hugh Whistler: A Contribution to the Ornithology of Navarre, Northern Spain. In: The Ibis. Band 67, Nr. 2, 1925, S. 443–460, doi:10.1111/j.1474-919X.1925.tb02932.x.
- Dr. C. B. Ticehurst communicated the following descriptions of hitherto unrecognized races of Himalayan birds. In: Bulletin of the British Ornithologists’ Club. Band 46, Nr. 299, 1925, S. 22–23 (biodiversitylibrary.org).
- Dr C. B. Ticehurst forwarded the following description of a new race of Phylloscopus. In: Bulletin of the British Ornithologists' Club. Band 46, Nr. 302, 1926, S. 61 (biodiversitylibrary.org).
- Dr. C. B. Ticehurst sent the following descriptions of new races of Indian birds. In: Bulletin of the British Ornithologists’ Club. Band 46, Nr. 305, 1926, S. 113 (biodiversitylibrary.org).
- mit Hugh Whistler: On the Summer Avifauna of the Pyrénées Orientales. In: The Ibis. Band 69, Nr. 1, 1927, S. 284–310, doi:10.1111/j.1474-919X.1927.tb06721.x.
- The race of the Indian White-eye (Zosterops palpebrosus palpebrosus). In: Bulletin of the British Ornithologists' Club. Band 47, Nr. 312, 1927, S. 88–90 (biodiversitylibrary.org).
- Dr. C.B. Ticehurst forwarded the following communication. In: Bulletin of the British Ornithologists' Club. Band 47, Nr. 313, 1927, S. 108–109 (biodiversitylibrary.org).
- mit Hugh Whistler: On the Avifauna of Galicia. In: The Ibis. Band 70, Nr. 4, 1928, S. 663–683, doi:10.1111/j.1474-919X.1928.tb08729.x.
- mit Hugh Whistler: A Spring Tour through Yugoslavia. In: The Ibis. Band 71, Nr. 4, 1929, S. 655–689, doi:10.1111/j.1474-919X.1929.tb08781.x.

- Dr. C.B. Ticehurst communicated the following notes. In: Bulletin of the British Ornithologists' Club. Band 50, Nr. 335, 1929, S. 7–10 (biodiversitylibrary.org).
- Dr C. B. Ticehurst forwarded the following communication. In: Bulletin of the British Ornithologists' Club. Band 50, Nr. 343, 1930, S. 84–85 (biodiversitylibrary.org).
- mit Hugh Whistler: On the ornithology bf Albania. In: The Ibis. Band 74, Nr. 1, 1932, S. 40–93, doi:10.1111/j.1474-919X.1932.tb07607.x.
- Dr C. B. Ticehurst forwarded the following communication. In: Bulletin of the British Ornithologists' Club. Band 52, Nr. 357, 1932, S. 104–105 (biodiversitylibrary.org).
- Dr C. B. Ticehurst forwarded the following descriptions of new Indian forms. In: Bulletin of the British Ornithologists' Club. Band 53, Nr. 362, 1932, S. 18–20 (biodiversitylibrary.org).
- A History of the Birds of Suffolk. Boston and Henley, Gurney and Jackson, London 1932.
- mit Hugh Whistler: Some notes on the birds of Portugal. In: The Ibis. Band 75, Nr. 1, 1933, S. 97–112, doi:10.1111/j.1474-919X.1933.tb06734.x.
- mit Hugh Whistler: What is Curruca affinis Blyth? In: The Ibis. Band 75, Nr. 3, 1933, S. 554–556, doi:10.1111/j.1474-919X.1933.tb03350.x.
- Dr C. B. Ticehurst forwarded the following descriptions of two new forms of Indian forms. In: Bulletin of the British Ornithologists' Club. Band 54, Nr. 371, 1933, S. 19–20 (biodiversitylibrary.org).
- Dr C. B. Ticehurst forwarded the following descriptions of a new form of Phylloscopus. In: Bulletin of the British Ornithologists' Club. Band 54, Nr. 375, 1933, S. 96–97 (biodiversitylibrary.org).
- Notes on some birds from Southern Arakan. In: The Journal of the Bombay Natural History Society. Band 36, 1933, S. 920–937 (biodiversitylibrary.org).
- Dr C. B. Ticehurst forwarded the following communications. In: Bulletin of the British Ornithologists' Club. Band 55, Nr. 388, 1935, S. 177–178 (biodiversitylibrary.org).
- mit John Keith Stanford: Notes on the birds of the Sittang-Irrawaddy Plain, Lower Burma. In: The Journal of the Bombay Natural History Society. Band 37, 1935, S. 859–889 (biodiversitylibrary.org).
- A Note on Razorbills (alca torda L.). In: The Ibis. Band 78, Nr. 2, 1936, S. 381–382, doi:10.1111/j.1474-919X.1936.tb03389.x.
- Dr C. B. Ticehurst forwarded the following communication on Iberian Chiffchaff. In: Bulletin of the British Ornithologists' Club. Band 57, Nr. 400, 1937, S. 63–64 (biodiversitylibrary.org).
- Dr. C.B. Ticehurst forwarded the description of a new Phylloscopus. In: Bulletin of the British Ornithologists' Club. Band 52, Nr. 403, 1937, S. 109–110 (biodiversitylibrary.org).
- Dr. C.B. Ticehurst forwarded the description. In: Bulletin of the British Ornithologists' Club. Band 52, Nr. 406, 1937, S. 147 (biodiversitylibrary.org).
- mit Hugh Whistler: Autumn impressions in Algeria. In: The Ibis. Band 79, Nr. 4, 1938, S. 717–746, doi:10.1111/j.1474-919X.1938.tb00213.x.
- mit John Keith Stanford: On the birds of northern Burma Part I. In: The Ibis. Band 80, Nr. 1, 1938, S. 65–102, doi:10.1111/j.1474-919X.1938.tb00185.x.
- mit John Keith Stanford: On the birds of northern Burma Part II. In: The Ibis. Band 80, Nr. 2, 1938, S. 197–229, doi:10.1111/j.1474-919X.1938.tb00195.x.
- mit John Keith Stanford: On the birds of northern Burma Part III. In: The Ibis. Band 80, Nr. 3, 1938, S. 391–428, doi:10.1111/j.1474-919X.1938.tb00575.x.
- mit John Keith Stanford: On the birds of northern Burma Part IV. In: The Ibis. Band 80, Nr. 4, 1938, S. 499–638, doi:10.1111/j.1474-919X.1938.tb00210.x.
- A systematic review of the Genus Phylloscopus. British Museum, Natural History, London 1938.
- mit John Keith Stanford: On the birds of northern Burma Part V. In: The Ibis. Band 81, Nr. 1, 1939, S. 1–45, doi:10.1111/j.1474-919X.1939.tb03959.x.
- Systematic Notes on Indian Birds Part I. In: The Ibis. Band 81, Nr. 2, 1939, S. 158, doi:10.1111/j.1474-919X.1939.tb03966.x.
- mit John Keith Stanford: On the birds of northern Burma Part VI. In: The Ibis. Band 81, Nr. 2, 1939, S. 211–258, doi:10.1111/j.1474-919X.1939.tb03970.x.
- Systematic Notes on Indian Birds Part II. In: The Ibis. Band 81, Nr. 2, 1939, S. 348–351, doi:10.1111/j.1474-919X.1939.tb03983.x.
- On the Food and Feeding-habits of the Long-cared Owl (Asio otus otus). In: The Ibis. Band 81, Nr. 3, 1939, S. 512–520, doi:10.1111/j.1474-919X.1939.tb07886.x.
- Systematic Notes on Indian Birds Part III. In: The Ibis. Band 81, Nr. 3, 1939, S. 561, doi:10.1111/j.1474-919X.1939.tb07889.x.
- Systematic Notes on Indian Birds Part IV. In: The Ibis. Band 81, Nr. 4, 1939, S. 753, doi:10.1111/j.1474-919X.1939.tb07201.x.
- mit John Keith Stanford: On the birds of northern Burma Part VI. In: The Ibis. Band 81, Nr. 2, 1939, S. 211–258, doi:10.1111/j.1474-919X.1939.tb03970.x.
- Systematic Notes on Indian Birds Part V. In: The Ibis. Band 82, Nr. 1, 1940, S. 147, doi:10.1111/j.1474-919X.1940.tb01650.x.
- Systematic Notes on Indian Birds Part VI. In: The Ibis. Band 82, Nr. 2, 1940, S. 328, doi:10.1111/j.1474-919X.1940.tb01660.x.
- Systematic Notes on Indian Birds Part VII. In: The Ibis. Band 82, Nr. 3, 1940, S. 525, doi:10.1111/j.1474-919X.1940.tb01671.x.
- Notes on the Moorhen (Gallinula chloropus chloropus). In: The Ibis. Band 82, Nr. 3, 1940, S. 539–542, doi:10.1111/j.1474-919X.1940.tb01671.x.
- Systematic Notes on Indian Birds Part VIII. In: The Ibis. Band 82, Nr. 4, 1940, S. 728, doi:10.1111/j.1474-919X.1940.tb01682.x.
- Notes on a Kestrel. In: The Ibis. Band 82, Nr. 4, 1940, S. 729, doi:10.1111/j.1474-919X.1940.tb01682.x.
- Systematic Notes on Indian Birds IX. In: The Ibis. Band 83, Nr. 1, 1941, S. 177–182, doi:10.1111/j.1474-919X.1941.tb00605.x.
- Systematic Notes on Indian Birds X. In: The Ibis. Band 83, Nr. 2, 1941, S. 318–319, doi:10.1111/j.1474-919X.1941.tb00625.x.